# Volcán Chato
El Volcán Cerro Chato es un estratovolcán ubicado en Costa Rica. Se encuentra localizado en La Fortuna de San Carlos, al lado sureste del Volcán Arenal, en la provincia de Alajuela en el noroeste del país. Posee una altura de 1.140 m s. n. m. y se encuentra inactivo desde hace 3500 años. Su cima se encuentra ocupada por una laguna cratérica.

## Etimología
El volcán Chato recibe su nombre por la apariencia de su cono, dado que su cumbre truncada fue destruida por diversas explosiones. A la lejanía, la cumbre del volcán se perfila de modo que simula una mujer dormida.

## Geología
Forma un sistema volcánico hermanable con el volcán Arenal. En su parte superior presenta un cráter de explosión de 500 a 550 m de diámetro, el cual aloja una laguna de forma oblonga de 250 m de diámetro y una profundidad de 18.8 m. La superficie total del volcán es de unos 10 km².
Petrográficamente, está constituido por andesitas basálticas y piroxénicas, con basaltos subordinados en la secuencia volcánica. Una de las coladas de lava de este volcán, ocurrida hace 38.000 años, dio lugar a la formación de la catarata del río Fortuna, de 60 m de altura y ubicada en el flanco oriental del volcán Chato. La observación de dicha catarata es uno de los atractivos turísticos de la zona.
Históricamente, los focos sísmicos ocurridos durante el despertar del volcán Arenal en la erupción de 1968 tuvieron como epicentro diversos puntos en el área del volcán Chato, demostrando la íntima relación entre ambos volcanes.
El Chato posee dos domos volcánicos llamados Chatito y Espina, ubicados hacia la izquierda del volcán. Su origen se debe a vulcanismo extrusivo de lavas viscosas solidificadas alrededor de la boca eruptiva, dando lugar a cúpulas de lava con laderas empinadas.

## Actividad volcánica
No ha registrado actividad volcánica desde la época colonial. Su última actividad se remonta a 3.500-3.700 años, siendo la más antigua la ocurrida hace 38.000 años.

## Riquezas naturales

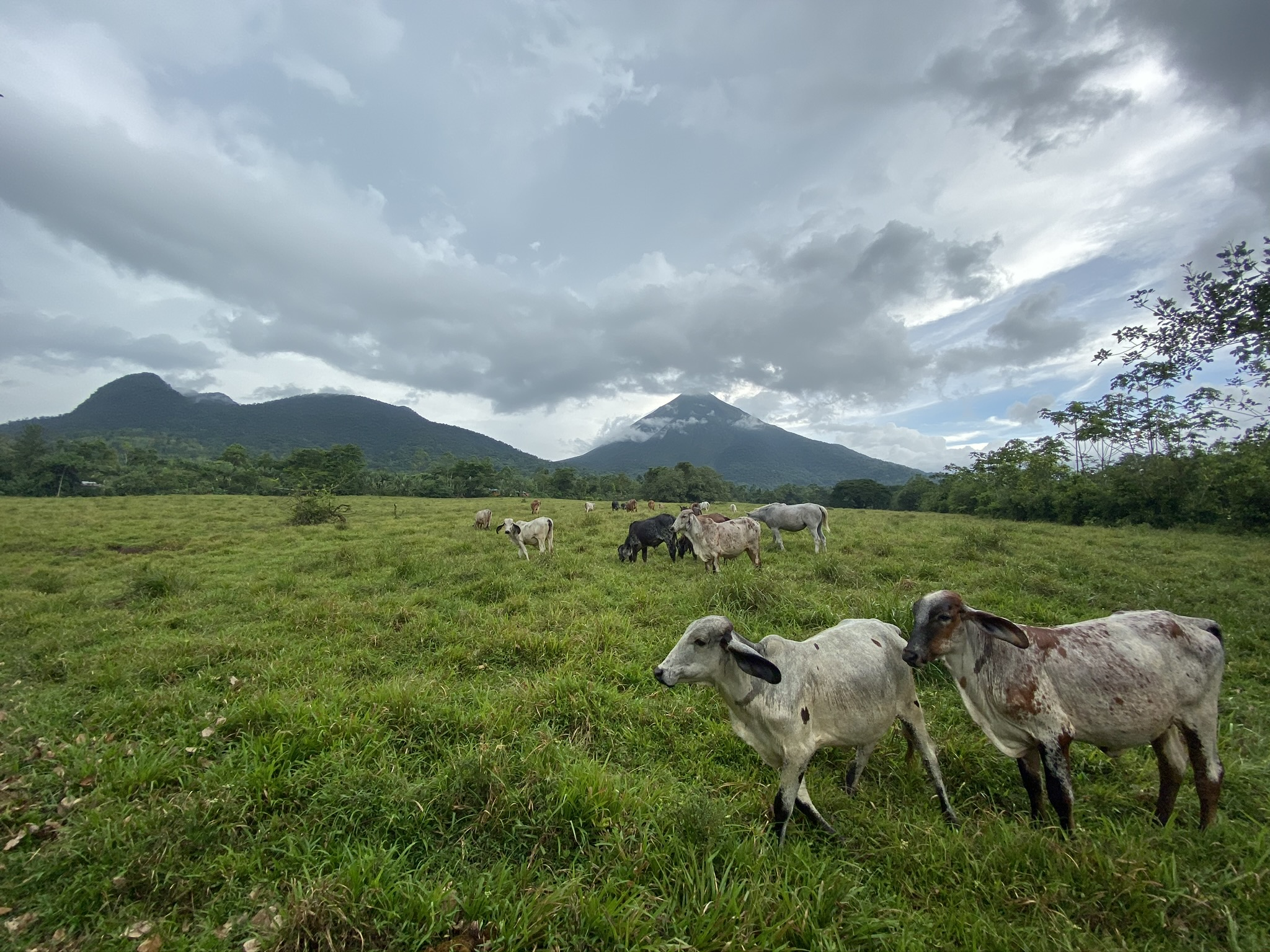
Volcán Cerro Chato, a la izquierda, visto desde La Fortuna. El volcán Arenal se ve a la derecha

La región de los volcanes Arenal y Chato es una de las zonas turísticas más importantes del país. Específicamente en el Cerro Chato se encuentran algunas selvas vírgenes, potreros, pozas, senderos, la laguna cratérica del volcán y la catarata del río Fortuna. El volcán Chato se halla protegido dentro del Parque nacional Volcán Arenal.

## Galería

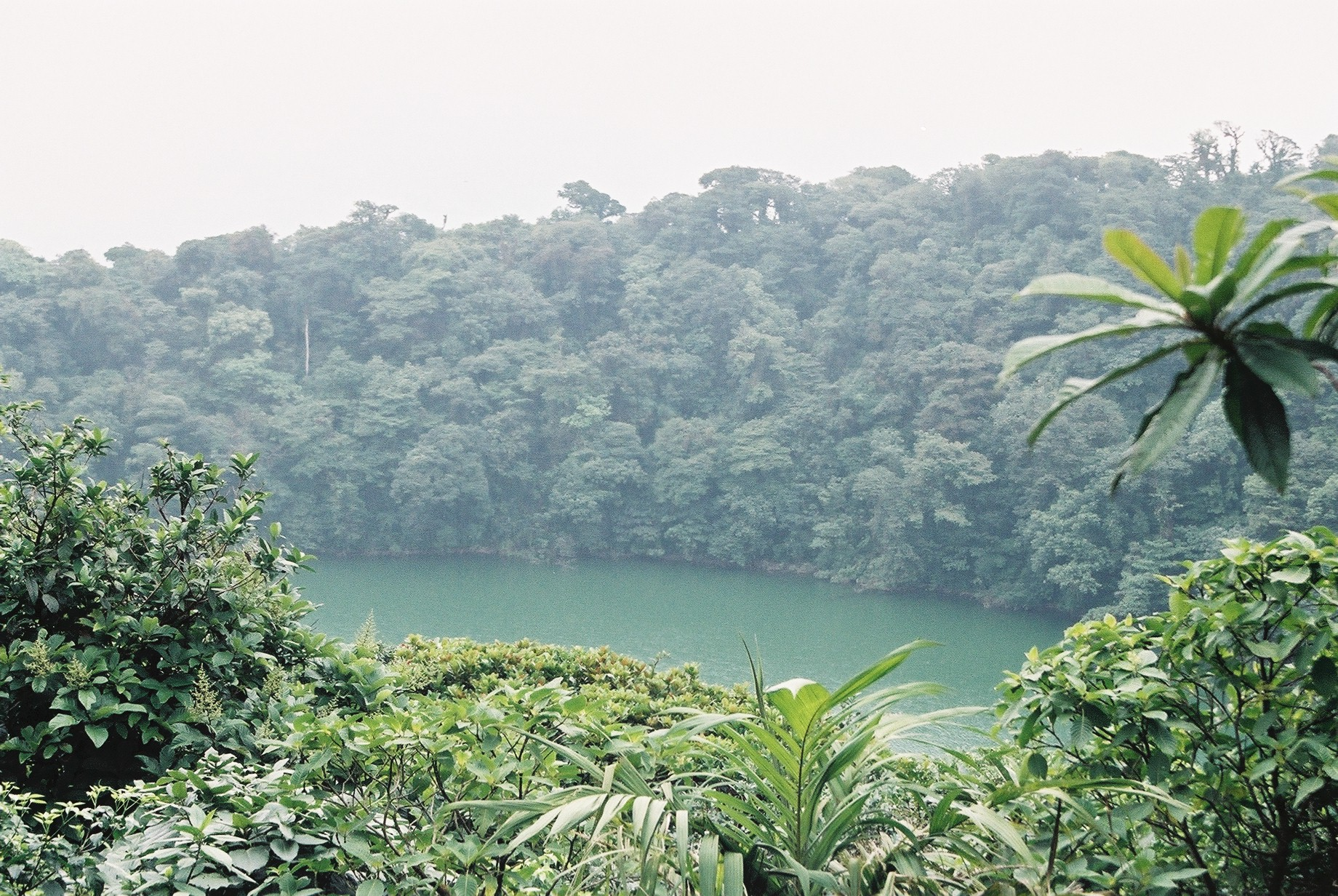
Laguna cratérica del Volcán Chato.
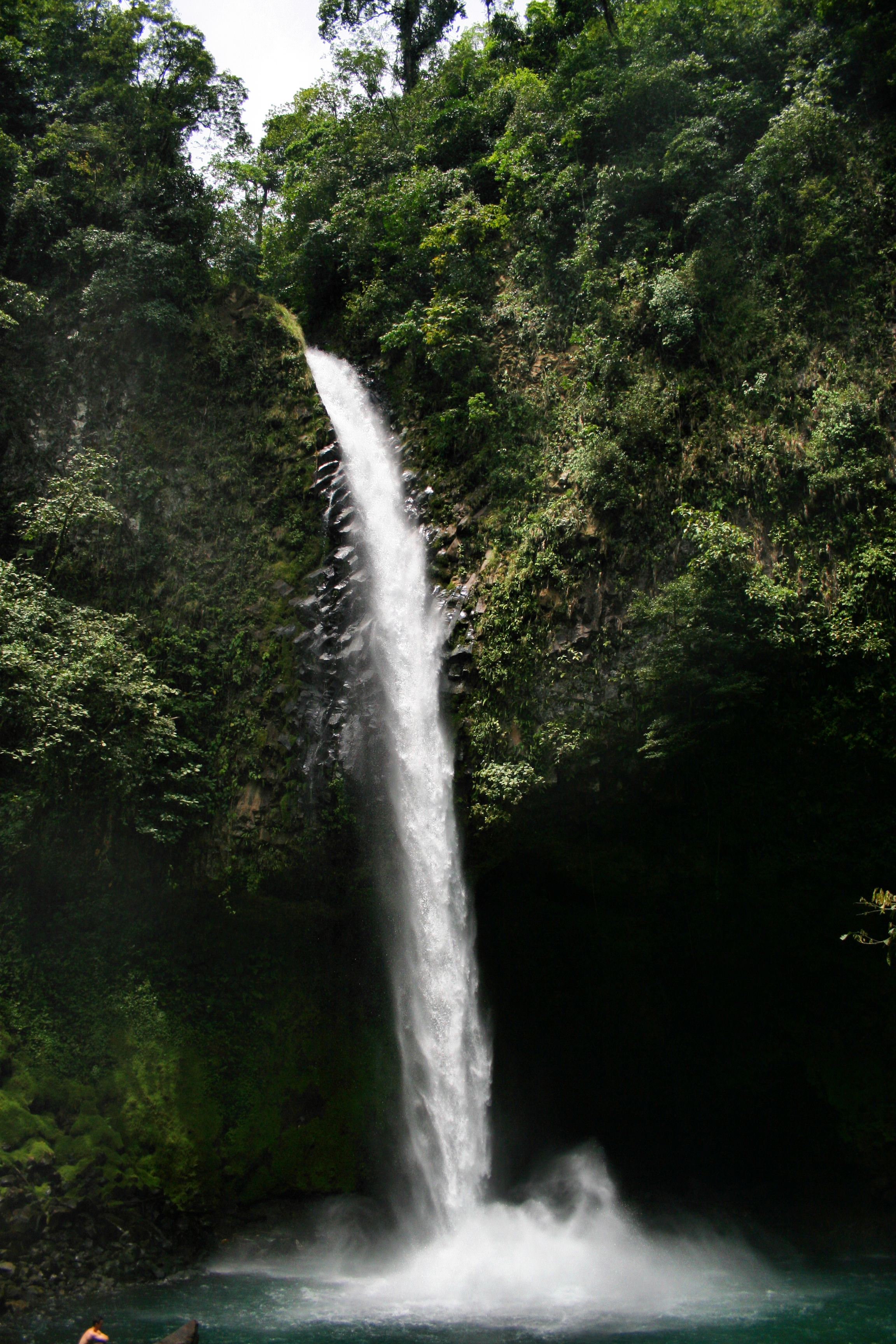
Catarata del río Fortuna.